# Noilhan
Noilhan este o comună în departamentul Gers din sudul Franței. În 2009 avea o populație de 318 de locuitori.

## Evoluția populației
| An        | 1975 | 1982 | 1990 | 1999 | 2006 | 2009 |
| --------- | ---- | ---- | ---- | ---- | ---- | ---- |
| Populație | 267  | 326  | 283  | 247  | 293  | 318  |